# 서극
서극(徐克, 쉬커, 1950년 2월 15일 ~ )은 중국 한족 출신의 홍콩 영화 감독이다.
청나라 만주족에게 쫒겨 내려온 중국 한족 집안에서 자라 베트남 사이공에서 출생한 화교이다. 그의 13세인 1963년 베트남의 정세가 심각해지자 그의 중국 화교 일가족은 모두 홍콩으로 이주한다. 당시 홍콩으로 이주한 서극은 13세부터 8mm카메라로 실험 영화들을 찍어보기도 할 정도로 어릴 때부터 영화에 흥미를 보였다.
홍콩에서 중고교 과정을 마치고 미국으로 유학을 가서 미국 텍사스에서 서던 메소디스트 대학에서 공부하다가 텍사스 대학 오스틴으로 옮겨 졸업한다. 텍사스 대학교 오스틴에서 영화를 전공한 후, TV에서 연출을 해오다, 영화 감독으로 데뷔는 1979년 첫 시대극 <접변>으로 장편 감독으로 데뷔했다. 이 영화는 홍콩시장이 지루한 쿵푸 영화로 궁지에 몰려있을 무렵 새로운 스타일과 테크닉을 선보이며 서극의 시대를 알리는 첫 작품이 되었다. 이후 <지옥무문>, <제1유형 위험> 등을 연출한 서극은 그의 네 번째 작품인 <귀마지다성>으로 1981년 대만 금마장 최우수 감독상을 수상한다. 또한 원래 배우로 영화계 일을 시작했기 때문에 연기욕심이 있어서 카메오로도 곧잘 나오는 편이다. 《최가박당》, 《쌍룡회》, 《영웅본색》 . 영웅본색 1편에서는 오디션 심사위원으로 등장해서 오디션에 지각한 주보의와 장국영 커플과 깨알 같은 웃음을 주기도 했었다. <촉산>에서는 죽은 척하다가 정말 죽는 적병사로 카메오로 나오기도 했다. 결은 1981년 영화 종사자인 시남생과 하였고, 1984년 부인 시남생과 함께 제작사 필름워크샵(전영공작실)을 창립한 서극은 <최가박당>으로 3천만 홍콩달러를 벌어들여 그해 최고의 흥행 기록을 세운다. 바로 다음 해에 만든 <상하이블루스>는 그해 최고의 영화 중 하나로 인정받았으며 20개 국제영화제의 초청을 받았다. 똫한 근 뉴웨이브를 주도하며 과거의 요란한 무협영화의 전통과는 다른 좀더 서구화된 새로운 스타일의 무협영화의 신기원을 연 서극 감독의 대표작은 <천녀유혼>, <동방불패>, <황비홍>, <신용문객잔> 등이다.

## 활동

### 영화 활동
1981년 서극은 코미디언 레이몬드 윙, 칼 마카, 딘 세크가 설립한 신작 회사인 시네마&필름스에 입사하여 1980년대의 세련된 홍콩 브록버스터 영화들을 성문화하는데 기여했다. 서극은 1981년 범죄극이자 그의 첫번째 히트인 귀마지다성, 그리고 스튜디오의 장기간 스파이 패러디 시리즈 중 하나인 '에이스 고 플레이스 3 '와 같은 것으로 자신의 역할을 했다. 그는 영화적 보는 눈이 뛰어나서 홍콩 느와르의 대표 감독이 되는 오우삼을 한때 적극 지원하는가 하면 <도마단>과 <동방불패> 등으로 임청하의 중성적 매력을 한껏 끌어내기도 했으며 <소림사> 시리즈 이후 주춤했던 이연걸을 <황비홍> 시리즈로 부활시키고 <소오강호>의 주인공 영호충 역을 맡았던 중견 배우 허관걸이 은퇴를 선언하자 이연걸을 <동방불패>의 영호충 역에 캐스팅해서 동방불패 신드롬을 완성시켰다. 《촉또》이나 제작한 《철갑무적 마리아》 같은 작품에서 SFX 특수효과를 넣으려는 시도를 많이 하기도 하였는데, 어설픈 특수효과로 엄청 까이기도 하였다.

### 미국 영화
1990년, 서극은 이미 저예산 미국 액션 영화인 '마스터'를 슈퍼스타덤의 제트리와 함께 개봉되고 거의 보지 못한 영화인 '마스터'를 시도했었다. 90년대 중반, 서극은 장 클로드 반 댐메 (1997)와 녹아웃(1988)이 주연한 두 편의 영화로 할리우드를 다시 시도했다. 2002년 서극은 제리 감독의 1996년 영화 속 미국 시장 속편인 블랙 마스트 2를 출시했다.
1990년대 후반에 Tsui는 장 클로드 반 담이 주도한 영화 Double Team (1997)과 Knock Off (1998)를 감독하며 미국에서 경력을 쌓았다.

## 작품

### 제작
- 상하이 블루스(1984)
- 영웅본색(1986)
- 도마단(1986)
- 영웅본색 2(1987)
- 천녀유혼(1987)
- 대행동(1988)
- 영웅본색 3(1989)
- 첩혈쌍웅(1989)
- 용행천하(1989)
- 경천대모살(1989)
- 흑전사(1989)
- 소오강호(1990)
- 천녀유혼2 - 인간도(1990)
- 중일남북화(1990)
- 황비홍(1991)
- 천녀유혼3 - 도도도(1991)
- 화소도2(1991)
- 황비홍2 - 남아당자강(1992)
- 동방불패(1992)
- 요수도시(1992)
- 신용문객잔(1992)
- 선학신침(1992)
- 동방불패2 - 풍운재기(1993)
- 철마류(1993)
- 황비홍3 - 사왕쟁패(1993)
- 황비홍4 - 왕자지풍(1993)
- 청사(1993)
- 황비홍 5 - 용성섬패(1994)
- 양축(1994)
- 금옥만당(1995)
- 화월가기(1995)
- 흑협(1996)
- 상해탄(1996)
- 황비홍 - 신해혁명(1996)
- 순류역류(2000)
- 흑협2(2002)
- 뱀파이어 헌터(2002)
- 철권 2(2004)
- 이니셜 D - 극장판(2005)
- 칠검(2005)
- 여인불괴(2008)
- 미싱 : 심해미인(2008)
- 적인걸: 측천무후의 비밀(2010)
- 용문비갑(2011)

### 연출
- 접변(1979)
- 제일유형(1980)
- 지옥무문(1980)
- 귀마지다성(1981)
- 촉산(1983)
- 상하이 블루스(1984)
- 최가박당 3 - 여황밀령(1984)
- 타공황제(1985)
- 도마단(1986)
- 대행동(1988)
- 영웅본색 3(1989)
- 용행천하(1989)
- 소오강호(1990)
- 황비홍(1991)
- 호문야연(1991)
- 화소도2(1991)
- 황비홍2 - 남아당자강(1992)
- 쌍룡회(1992)
- 기왕(1992)
- 황비홍3 - 사왕쟁패(1993)
- 청사(1993)
- 황비홍 5 - 용성섬패(1994)
- 양축(1994)
- 금옥만당(1995)
- 칼(1995)
- 황비홍 - 소림고사(1995)
- 화월가기(1995)
- 대삼원(1996)
- 황비홍 - 8대 천왕(1996)
- 황비홍 - 이상년대(1996)
- 더블 팀(1997)
- 넉 오프(1998)
- 순류역류(2000)
- 촉산전(2001)
- 흑협2(2002)
- 1:99 전영행동(2003)
- 칠검(2005)
- 트라이앵글(2007)
- 여인불괴(2008)
- 미싱 : 심해미인(2008)
- 2008분의 1(2009)
- 적인걸: 측천무후의 비밀(2010)
- 용문비갑(2011)
- 적인걸 2: 신도해왕의 비밀(2013)
- 적인걸 3: 사대천왕(2018)

### 출연
- 최가박당(1982)
- 미인어(2016)

## 수상 내역
- 제18회 금마장영화제 감독상(1987)
- 제6회 홍콩금상장영화제 작품상(1987)
- 제11회 홍콩금상장영화제 감독상(1992)
- 제3회 아시안필름어워즈 아시아영화 공로상(2009)
- 제47회 금마장영화제 시각효과상(2011)
- 제29회 브뤼셀 판타스틱 영화제 은까마귀상(2011)
- 제31회 홍콩금상장영화제 감독상(2011)
- 제16회 부산국제영화제 올해의 아시아영화인상(2011)
- 제16회 상하이국제영화제 공로상(2013)